# 三星Galaxy S Plus
三星Galaxy S Plus（英語：Samsung Galaxy S Plus，或稱三星Galaxy S 2011 Edition）是一款Android智能手机，於2011年7月發佈。
Galaxy S Plus採用高通驍龍S2 MSM8255T晶片組，配備一枚1.4 GHz高通Scorpion處理器，比初代Galaxy S搭載的1.0 GHz單核心處理器而言還要更快。它亦配備Adreno 205（增強版）GPU，其速度略低於PowerVR SGX540。
Galaxy S Plus原生搭載Android 2.3，但透過官方更新可升級至Android 2.3.6。從非官方層面而言，該裝置亦支援CyanogenMod系統，最高可刷至12.1版本（基於Android 5.1開發）。透過定製内核，裝置的處理器亦可超頻至最高1.8 GHz。

## 外部連結
- 所有與Galaxy S Plus相關的開發項目（XDA-Developers） （页面存档备份，存于）
- Samsung Galaxy S Plus Jelly Bean（的存檔，存档日期2013-02-21.）
- Unlock Samsung i9001 （页面存档备份，存于）